# The Jersey
The Jersey é uma série de comédia americana baseada nos livros Monday Night Football Club de Gordon Korman. A série foi ao ar no Disney Channel de 30 de janeiro de 1999, a 23 de março de 2004.

## Premissa
Nick Lighter, Morgan Hudson, Coleman Galloway e Elliot Riffkin são quatro adolescentes que descobrem a magia da "camisa", uma camisa de futebol mística que os transporta para o corpo de atletas profissionais. Isso é feito de forma semelhante à maneira como o personagem principal de Quantum Leap, Sam, viaja de corpo a corpo, e há um atleta diferente em cada episódio. O show teve vários atletas como atores convidados, incluindo Dan Lyle, Michael Andretti, Terrell Davis, David Robinson, Malik Rose, Tony Gonzalez, Shannon Sharpe, Donovan McNabb, Byron Dafoe, Michael Strahan, Kurt Warner, Stephon Marbury, Sergei Fedorov, Kordell Stewart, Jerome Bettis, Junior Seau, Scott Steiner, Eddie George, Sabrina Bryan, Randy Johnson, Tony Hawk, Laila Ali, Peyton Manning e Danny Farmer.

## Elenco
- Michael Galeota como Nick Lighter[4]
- Courtnee Draper como Morgan Hudson[5]
- Jermaine Williams como Coleman Galloway
- Brianne Prather como Hilary Lighter
- Cheselka Leigh como Willa Conklin[6]
- Theo Greenly como Elliot Rifkin
- Michael Bofshever como Sr. Lighter
- McNally Sagal como Sra. Isqueiro
- Meagan Good como Tamika
- Vance Yudell como Phill Parker

## Produção
Enquanto a produção do programa terminava em abril de 2001, novos episódios foram exibidos até março de 2004. Os últimos episódios foram ao ar nas manhãs de sábado no Disney Channel e depois que todos os 64 episódios foram exibidos, The Jersey foi completamente retirado do ar em junho de 2004.

## Ligações Externas
- The Jersey. no IMDb.
- «The Jersey» (em inglês). no TV.com